# Анк Марций
Анк Ма́рций (лат. Ancus Marcius) — по преданию, 4-й царь Древнего Рима. Правил в 640—616 до н. э. Внук Нумы Помпилия со стороны матери.

## Биография
Имя Анка Марция означает «служитель Марса». Царь был похож мудростью и миролюбивым нравом на своего деда. Он покровительствовал земледелию, ремёслам и торговле. Однако соседи Рима, привыкшие видеть в римлянах отважных завоевателей, восприняли его миролюбие как слабину. На Рим поднялись племена латинов и сабинян, этрусков и вольсков. Анк Марций успешно начал войну, взял города Политорий, Теллен и Фиканы, разбил войско противника при Медуллии. Латинское население всех этих городов было переселено на Авентинский холм и стало основой плебейского сословия. Владения Рима расширились до самого устья Тибра. Затем Анк Марций двинулся навстречу войскам, которые несколькими отрядами шли на Рим. Он разбил их и с сильным войском осадил их столицу — Велитру. Вольски вынуждены были заключить с Римом наступательный и оборонительный союз. Анк Марций захватил этрусские города Вейи и Фидены.
При Анке Марции в Рим прибыл из этрусского города Тарквинии и получил почётный приём будущий царь Рима Тарквиний Приск. За свои способности он получил должность начальника конницы и участвовал в войне против сабинов.
Анк Марций считается основателем гавани и соляных приисков Остии, расположенной в устье Тибра (археологические раскопки показали, что Остия возникла лишь в IV в. до н. э.). Чтобы обезопасить Рим от нападений этрусков, он укрепил крепость Яникул по ту сторону Тибра, а через Тибр построил первый деревянный мост. Он же построил в подошве Капитолия тюрьму.